# Лука Синьорели
Лука Синьорели  (на италиански: Luca Signorelli; * 1445, Кортона, † 16 октомври 1523, пак там), псевдоним на Лука д'Еджидио ди Вентура (Luca d'Egidio di Ventura), е италиански живописец от епохата на Ранния ренесанс, считан за един от най-големите ренесансови художници. Смята се, че е част от Тосканската школа, въпреки че работи много в Умбрия и в Рим.

## Биография

### Ранни години
Роден е в град Кортона (Тоскана). Точната дата на раждането му е несигурна, но са предложени дати между 1441 и 1445 г.  
Учи в Арецо в работилницата на Пиеро дела Франческа, както свидетелстват Лука Пачоли (през 1494 г.), а по-късно и Джорджо Вазари. Дебютът му под знака на Франческа е все още несигурен поради недостига на сигурни остатъци от тогава и поради трудността при приписването на произведения, които не представят характеристиките на неговата зряла продукция. Американският изкуствовед Бърнард Беренсън се опитва да му припише три панела на Мадоната с Младенеца от Школата на Пиеро дела Франческа (днес в Музея на изящните изкуства в Бостън, в Ашмолеанския музей в Оксфорд и във Фондация „Джорджо Чини“ във Венеция.
Около 1470 г. Синьорели се жени за Галиция ди Пиеро Карнесеки, от която има четири деца: Антонио, Фелича, Томазо и Габриела.
Описанията на Вазари на първите му произведения, нарисувани около 1472 г., обаче изглежда потвърждават произхода на последните произведения на Пиеро дела Франческа като Полиптих на Свети Августин: например е споменат Св. Михаил, „претеглящ души“, описан като възхитителен „по блясъка на оръжията, във въздействията си“.
Първото му документирано произведение, въпреки че източникът е само местен и без допълнителни доказателства, е Мадона със светци, изрисувана в Чита ди Кастело през 1474 г.. От него остават само няколко отделни фрагмента, включително Св. Павел, днес в Общинската художествена галерия на града. Въпреки че са трудни за оценка, чертите на лицето на светеца карат учения Том Хенри да потвърди тезата на Беренсън и приписването на творбата на Лука Синьорели.
На 6 септември 1479 г. Синьорели е избран в Съвета на 80-те и оттогава заема множество държавни длъжности в Кортона.

### В Марке
Първите сигурни произведения на Синьорели показват вече зрял капацитет, който е напълно наясно със собствените си изразни средства, преминали урока на Пиеро дела Франческа, усвоявайки и преработвайки го в нещо ново. Такъв е случаят със Знамето на Бичуването – подписана, но недатирана творба, която може да бъде поставена в края на 1470-те г.: това е изричен почит към Бичуването на Христос на Пиеро дела Франческа и към перспективната култура на Урбино. Всъщност има и влияния на Франческо ди Джорджо и на Йос ван Гент, с Пилат Понтийски, който напомня в позата на някои от Значимите мъже в кабинета на Федерико да Монтефелтро в Херцогския дворец в Урбино. Знамето, нарисувано за братството на Фабриано, също демонстрира присъствието на Синьорели в града недалеч от Урбино, който по това време е една от най-изисканите художествени работилници на полуострова: от този опит художникът трябва да почерпи пример за онази своя изобретателна безскрупулност и театралност, които характеризират най-доброто му творчество.
Между 1477 и 1480 г. Синьорели отива в Лорето, където украсява Сакристията на лечението в Светилището на Светия дом. Сводът, разделен на осем сегмента с Евангелисти и Отци на Църквата, увенчани от ангели, е доста конвенционален, докато стените са по-оригинални, украсени с двойки апостоли в цял ръст и епизодите от Неверието на св. Тома и Покръстването на св. Павел. Последният по-специално показва забележителен драматичен акцент и известна театралност в ослепителното божествено светещо явление, което изненадва Павел, лежащ сред заслепените си и бягащи спътници. Скарпелини говори за „въртяща се сцена“, на която се редуват монументални апостолски фигури.

### Сикстинската капела
В 1481 – 1482 г. творецът взема участие в оформлението на Сикстинската капела в Рим, като  изписва стенописите със Сцени от живота на Мойсей. Той отива там първо като помощник на Пиетро Перуджино, а след това като титуляр след заминаването на художника. Сцените от Спора върху тялото на Мойсей, изцяло пренарисувана през 1574 г., и от Завета и смъртта на Мойсей са свързани с него. В тази последна сцена остават някои съмнения относно приписването ѝ на Синьорели: ако присъствието му е несъмнено в някои лица с енергично анатомично представяне и калибриран патетизъм в изразите, то от друга страна светещата тънкост в израза препраща към един друг ученик на Пиеро дела Франческа – Бартоломео дела Гата от Тоскана, на когото може да се припише по-голямата част от картината с изключение поне на „голата“ фигура в центъра, на двамата обърнати с гръб мъже и на мъжа с тоягата, облегнат на трона на Моисей.

### Зрялост
След римския си опит в контакт с най-новите флорентински и умбрийски иновации и след престоя си в региона Марке, където асимилира урбинския авангард, Синьорели се оказва в крак с най-новите тенденции в италианското изкуство през последната четвърт на века. Натрупаният опит е добре използван в произведения като Олтарната картина на Свети Онофрий за катедралата на Перуджа (1484 г.), която се появява като каталог от стилистични цитати: Ерколе де' Роберти и ферарците в общата структура, Донатело и Филипо Липи във физиономията на Свети Лаврентий, Перуджино в патетичния жест на св. Йоан, Ботичели в ангела, Хуго ван дер Гус и фламандците в натюрморта, представен от вазата с цветя на преден план. Не липсва и ярък спомен за Пиеро дела Франческа във величието на Богородица и в типа на Свети Августин, който много наподобява картина на майстора, днес в Лисабон.
Стилистично много сходна е плочата с Рождество на Кръстителя в Лувъра, със светлинни ефекти, които напомнят на Липи и домашна интонация, взета от постамента на Пала ди Перуджа на Пиеро дела Франческа.
Висококачествени светещи тънкости все още се срещат в Светото семейство Роспилиози, докато Обрязването (около 1490 г.), нарисувано за Волтера, показва театрално оформление, което изглежда като цитиране на перспективното оформление на Олтара на Брера. 

### Флоренция
Около 1490 г. Синьорели е във Флоренция, където влиза в контакт с кръга на Неоплатоническата академия. Неговият прочут панел с Образованието на Пан, който тогава е в музея на Кайзер-Фридрих в Берлин, разрушен по време на въздушните нападения през 1945 г., е нарисуван за братовчеда на Лоренцо Великолепни – Лоренцо ди Пиерфранческо, както е показано в описите на двореца във вила ди Кастело, съставени след смъртта му, а не както погрешно съобщава за Вазари – за Лоренцо Стария, който е негов братовчед. Това е нещо като езически „свещен разговор", който засенчва различни алегорични значения: Пан – божество, което носи мир и хармония в селските райони, въплъщава, според придворните поети, самото семейство Медичи, докато другите герои намекват за различни философски теми: възрастните хора като напомняне за мъдростта, извлечена от опита и медитацията, момичето като символ на красотата и съвършенството и музикантите, представляващи естествените хармонии, трансформирани в музикални хармонии благодарение на дейността на ума.
Друг панел от този период е Мадоната с Младенеца сред голи фигури, днес в Уфици, с Мадоната, седнала на поляна, доминирана на заден план от атлетични фигури, вдъхновени от адамитите в люнета със Смъртта на Адам на Пиеро дела Франческа в Арецо, вероятни представители на аскетичните добродетели. Според Вазари таблото принадлежи на висококултурния Лоренцо ди Пиерфранческо де Медичи, също поръчител на Пролет и навярно на Раждането на Венера от Сандро Ботичели: дъската, адаптирана към доста взискателния клиент, представлява, с препратки към фламандски автори и Леонардо да Винчи, върха на изразителния финес и изобразително качество на Синьорели.
През 1491 г. той вероятно е във Волтера, където оставя величественото Благовещение – негова подписана и датирана творба, която напомня на бляскавото творчество на Филипино Липи, Девата на трон и светци с по-малко изразителна ефикасност, но все пак свидетелстващи за вдъхновението, почерпено от различни идеи като венецианското изкуство и това на Доменико Гирландайо.

### Напускане на Флоренция
Със смъртта на Лоренцо Великолепни през 1492 г. и експулсирането на Пиеро де Медичи през 1494 г. Синьорели, силно свързан с покровителството на Медичите, напуска града, посвещавайки се без прекъсване на множество поръчки в провинцията: в Умбрия (особено в Чита ди Кастело), в Марке (където работи отново в Лорето в цикъла Пророците в централния кораб, който е обстойно пренарисуван) и в провинцията на Сиена, където прави част от огромния цикъл в Главния манастир на абатството „Монте Оливето Маджоре“.
През този период Синьорели също става предприемач, създавайки ефективна работилница, която в Италия е на второ място след тази на Перуджино. От 1490-те години Синьорели получава почти всяка година важни поръчки на различни места, които незабавно изпълнява. Творбите от този период обаче показват рязък завой към по-патетични и популярни тонове поради по-голямото присъствие на помощи, но и вероятно за да задоволят различните нужди на провинциалните клиенти.

### Чита ди Кастело
В Урбино през 1494 г. той рисува знаме за Братството на Светия Дух, все още културно и изтънчено произведение, подходящо за местната художествена среда. Но именно в Чита ди Кастело художникът, който става негов почетен гражданин през 1488 г., работи и постоянно пребивава през последните години на 15 век. Той прави произведения като Поклонението на влъхвите, сега в Лувъра, и  Поклонението на пастирите, сега в Националната галерия в Лондон, в които доминира по-прибързаният подход, частично изпълнен от работилницата, но направен завладяващ чрез случайните препратки към Перуджино, фламандците и братя Полайоло (Антонио и Пиеро).
С голямо вдъхновение и важност е Мъченичеството на св. Себастиан (1498 г.), който е на подобна тема като Мъченичеството на св. Себастиан на Пиеро дел Полайоло: подчертана е енергията, бликаща от издигането на оръжия, гъстите сенки, мрачните изражения на мъчителите и от екзалтацията на оръжията; забележителни са пейзажът с руини и прецизно представеният селски път. В Чита ди Кастело Синьорели рисува и поредица от портрети на местните господари Вители, които позволяват на художника най-свободното маневриране чак до предаването на уменията в полза на младия Рафаел в края на века.

### Тонди и мадони
Една от най-честите теми от онези години са тондите с Мадоните с Младенеца или със Светите семейства. Изработени с повече или по-малко съществено участие на работилницата, най-добрите са Мадоната с Младенеца между светците Джироламо и Бернардо от галерия „Корсини“ във Флоренция (от която има копие с автограф в Музей „Бандини“ във Фиезоле), Мадоната с Младенеца в Старата пинакотека на Мюнхен (в която има археологическа препратка към римската бронзова скулптура от 1 век пр.н.е. на Момче, вадещо трън от ходилото си), Светото семейство със светец от Палатинската галерия във Флоренция и Светото семейство на гвелфската, партия от Галерия „Уфици“ (Флоренция).
Последното тондо по-специално е сред тези с най-добро изпълнителско качество, както и едно от най-добрите разсъждения на автора върху типично флорентинската тема за различно поставени анатомии, организирани в кръг. Фигурите в този случай изглеждат силно релефни като скулптура и е неоспоримо, че тази енергична проява е заинтригувала младия Микеланджело, представлявайки най-близката творба до новостите на Тондо „Дони“.

### Цикъл от Монте Оливето Маджоре
През 1497 г. Синьорели е извикан да изрисува Голямата обител на Абатство „Монте Оливето Маджоре“ близо до Ашано от абата и ръководител на Оливетаните фра Доменико Айролди. Темата е Историите на св. Бенедикт. Синьорели има време да нарисува, с голяма помощ, северната страна с осем люнета, преди да напусне работа, за да се посвети на по-важна поръчка в Орвието. Работата е завършена от 1505 г. от Содома.
Скорошна реставрация на Opificio delle Pietre Dure възстановява окисленото бяло олово, демонстрирайки как тъмният тон на стенописите се дължи на състоянието на консервация, а не на волята на участващите художници. По този начин са преоткрити по-спокойни и по-малко драматични сцени от това, с което сме свикнали да виждаме.
Сред многобройните сцени, често претъпкани, с театрален привкус, а друг път по-интимни и събрани, само две изглежда са изцяло подписани от Синьорели: Св. Бенедикт упреква двама монаси, които са нарушили правилото, като се хранят в странноприемница и Св. Бенедикт среща цар Тотила и го приветства. Първата по-специално показва с ярко описание на ежедневната реалност: интериорът на хан, където двама заети и привлекателни прислужнички сервират незаконната храна на двама видимо доволни монаси; други герои обогатяват сцената, заснета в домашните си дейности (жените на стълбите или момчето, което напредва, концентрирани, за да не разлеят съдържанието на съдината) или докато работят на празен ход, като младия мъж отзад, в типичната за Синьорели поза, която може да се види на фона на светлината във вратата на заден план. Интересна е и сцената с Евангелизацията на жителите на Монтекасино, в която вдясно се виждат група монаси, които спускат златен идол изпод храм-лоджия, което напомня за остротата на перспективата на Пиеро дела Франческа.

### Капела на Сан Брицио
На 5 април 1499 г. Синьорели подписва договор за завършване на украсата на сводовете на Капела Нова (по-късно известна като капела „Сан Брицио“) в катедралата на Орвието, започната от Беато Анджелико и неговите помощници (включително Беноцо Гоцоли) през лятото на 1447 г. Изборът на Фабриката на катедралата е по икономически причини (цената, която той предлага, е по-малка от това, за което Перуджино иска дълго време, без да се стигне до съгласие) и от репутацията му на ефективен и бърз художник. Всъщност само една година по-късно, на 23 април 1500 г., работата по сводовете приключва и се сключва нов договор за стените.
С помощта на някои богослови е избрана темата на Разказите от последните дни – нещо уникално в италианското монументално изкуство до това време. Синьорели и неговият екип се занимават с начинанието няколко години, завършвайки всичко през 1502 г., въпреки че впоследствие плащанията продължават до 1504 г. Изборът на темата е особено подходяща за климата по онова време, на прага на новия век и на средата на хилядолетието, в политическа ситуация на войни и несигурност, която подхранва повече от всякога хилядолетните теории. В една от най-известните сцени: Проповедта и фактите на Антихриста Синьорели, с голяма изобретателност и театрален дух, показва фалшивия Исус, който, въпреки че прилича на и е способен да върши чудеса, прави реч пред тълпата с дявола, който му шепне думите на ухото и движи ръцете му като марионетка, докато навсякъде около него изроденото човечество се отдава на всякакви престъпления: кланета, екзекуции, проституция, кражби.
Мнозина улавят препратка към тогавашните флорентински събития със Савонарола – „лъжепророкът“, който съблазнява тълпата, преди да бъде разкрит и осъден на клада: в края на краищата Орвието като папски град не може да не застане зад решението на папа Александър VI, а самият Синьорели, покровителстван навремето от Медичите, трябва да се считат за политически изгнанник след експулсирането на Пиеро де Медичи, подтикнато от Савонарола. В сцената Синьорели се изобразява отстрани, застанал с горд поглед, „като режисьор, доволен от успеха на шоуто си и се представя на публиката, за да получи аплодисменти“.
Сцените с идването на Страшния съд, Възкресението на телата, редиците на Проклетите блестят с изобретателската сила и визионерската жилка на Синьорели. Той като голям илюстратор разпалва въображението си, за да създаде сцени със силен емоционален заряд, способни да въвлекат зрителя от няколко гледни точки: не само на религиозното участие, но и с известен воайоризъм към гротеските, еротичните алюзии или истинските шеги като автопортретът на твореца под формата на демон, който размахва надарено момиче, вероятно лично отмъщение към жена, с която си е имал работа.
Въпреки някои качествени промени, дължащи се на рационализиране на усилията с оглед спазване на договорните условия (особено в пасажите, които са най-отдалечени от погледа на зрителя), комплексът представлява голям интерес и откъм декоративни елементи, като долната лента с портрети на поети, възпявали света на подземния свят, илюстрации с гризайл и гротески. Също така в тези партитури, в голяма част на работилницата, не липсват завладяващи и изразителни изобретения, избягвайки използването на повтарящ се репертоар, и демонстрират въображение, което постига възхитителни резултати в плавност и приятност, сравними само със съвременника му Филипино Липи в параклиса на Филипо Строци във Флоренция. Дори антропоморфните свещници, които оживяват пиластрите, са населени с голи тела в различни пози, в насилствени композиции, които пресичат „като при електрически разряд определени растителни преплитащи се или някои причудливи събрания от тритони и наяди“.

### Оплакване
През 1502 г., според разказа на Вазари, Синьорели губи сина си Антонио в разцвета на силите му поради чумата, която бушува в Кортона. Макар и шокиран от загубата, художникът отива да види тялото и като поисква да го съблече, го изобразява „с най-голямо постоянство на ума, без да плаче и да пролива сълзи [...], за да вижда винаги това, което иска, чрез „работата на ръцете си това, което природата му беше дала, а лошият късмет му бе отнел“. Епизодът е много подходящ за облагородяването, което Вазари често запазва за живота на художниците, още повече, че именно художникът в литературния си дизайн е предопределен да преобрази историята на „божествения“ Микеланджело.
Някои съзират във фигурата на мъртвия Христос в Оплакването над мъртвия Христос от Кортона и в копието му с автограф малко по-късно в Параклисчето на Светите тела в катедралата на Орвието тялото на мъртвия му син.

### Регрес
Към 50-годишна възраст Синьорели е в пълен размах и се радва на върха на славата благодарение на професионалния успех на стенописите в Орвието. Той е перфектно интегриран в тогавашното общество, покривайки дълго време важни роли в политическата администрация на Кортона и се радва на плодотворни отношения на приятелско доверие с някои важни личности като сем. Вители от Чита ди Кастело, Пиколомини от Сиена, Пандолфо Петручи, чийто сиенски дворец декорира заедно с Пинтурикио. Приятел на художници като Браманте и Перуджино, той кръщава сина на Пинтурикио през 1509 г. Той също е в близки отношения с Микеланджело, предвид факта, че през 1513 г. Буонароти се опитва да си върне заем от него, което му печели жалба до капитана на Кортона и правен спор, чийто изход обаче не е известен: ако епизодът не хвърля добра светлина върху поведението на Синьорели, той обаче свидетелства за неслучайно познанство между двамата. Следователно от документите портретът, който Вазари прави от него в своите „Жизнеописания на най-известните живописци, ваятели и архитекти“, изглежда се потвърждава като блестящ, приятен, екстровертен човек, пълен с приятели и любител на „добрите дрехи“ и комфортния живот.
Той със сигурност не е провинциална личност, а напротив – той е напълно наясно, чрез многобройни контакти, с развитието на изкуството между двата века и богатството от идеи, присъстващи в неговата живопис, е свидетелство за това. Това затруднява още повече оправдаването на несъмнения регрес, което претърпява творчеството на художника след Орвието, в последната част от кариерата си. Вероятно това е криза, характерна за няколко майстори от 15 век, предизвикана от трудността да се обновят, изправяйки се пред новите и много бързи художествени цели, победени в онзи край на века от гении на живописта като Леонардо, Микеланджело, Рафаело, Джорджоне и Тициан. Подобно на Перуджино, Ботичели, Карпачо или, в някои отношения, Мантеня, Синьорели се бори да намери отговори с пропорционална ефективност, оттегляйки се в провинцията, където, макар и да избягва досадното повторение на стария си репертоар, накрая се губи в стилистични несигурности, еклектизми и неоправдано вълнение от последните си творби. Този процес обаче трябва да се разглежда и в светлината на нарастващото участие на работилницата в живописната продукция, в която съзряват фигурите на неговия племенник Франческо и на художници като Антонио ди Донино дел Мазиере, нито един от които никога не достига неговото ниво. Освен това опростяването на изобразителното рисуване с фигури, склонни понякога да приличат на обекти с твърда геометрия, изглежда предвещава кризата на „красивия маниер“, който има най-голям израз в Росо Фиорентино, който добре познава района между Тоскана и Умбрия, след като намира убежище и в Чита ди Кастело .
В късната продукция на Лука Синьорели не липсват произведения, достойни за голямо възхищение като Разпятието с Магдалена от около 1502-1505 г. (в Уфици) или Знамето на разпятието от около 1502-1505 г. (в Сансеполкро). Общо взето обаче се наблюдава оттегляне към архаични и повтарящи се стилистични черти, както в грандиозния Полиптих от Арчевия (1507), но с плосък и готически привкус. За същото място той рисува Дева и светци (днес в хранилищата на Пинакотека „Брера“ в Милано) и Кръщение Христово (1508 г.) за братството на Разпятието, днес в църква „Сен Медар“ в Париж. През 1508 г. той също рисува безплатно Разпятие и картина със Сан Медардо, от която обаче не останва следа.
Изгубени или несигурни са творбите, рисувани за Пандолфо Петручи в Сиена, като Съдът на Соломон за пода на Сиенската катедрала (1506 г., нереализирани) или стенописите за залата на Палацо дел Манифико, от които само Любовта победена с триумфа на целомъдрието остава в Националната галерия на Лондон (1509). През 1507 г. той се завръща в Рим с Пинтурикио и Перуджино, за да се занимае с някои творби за папа Юлий II в залите на Апостолическия дворец .
Неговият талант на валиден илюстратор се завръща в Причастието на апостолите (1512) за Кортона, особено в мрачното и скрито изражение на Юда, който се обръща с театрален жест към зрителя, докато осребрява парите от предателството на Исус.
Вдъхновени от архаичните внушения на младостта му са разрушените фрески на Ораторий „Сан Крешентино“ в Мора в община Чита ди Кастело (1507-1510), които отразяват влиянието на Пиеро дела Франческа. През 1516 г. той рисува олтарна картина в Умбертиде, чийто постамент цитира Историите на Истинския кръст от Пиеро дела Франческа в Арецо.
Обратно в Кортона, той прави Плач между ангели и светци за Ораторий „Сан Николо“ със силно благочестив характер, доста анонимен с изключение на някои детайли от перспективни изследвания като завъртането на гроба под ъгъл и разпънатият крак на св. Йероним Блажени, който сякаш се сгъва в себе си, пробивайки пространството.

### Старост
Последната известна творба на Синьорели е голяма олтарна картина с Мадона с Младенеца и светци, поръчана от Братството на Сан Джироламо в Арецо през 1519 г., която е поставена, когато художникът е на 70 г. през 1523 г. По този повод той остава в дома на далечните си роднини Вазари, където се запознава с тогава 8-годишния Джорджо Вазари, който много по-късно написва неговата биография. Портретът, който художникът от Арецо рисува на възрастния художник, е ярък и изпълнен с носталгия:
| „ | Тази творба бе пренесена от Кортона в Арецо на раменете на мъжете от тази компания; и Лука, толкова стар какъвто си беше, искаше да дойде и да я вдигне, и отчасти да види отново приятелите и роднините си. И тъй като той остана в дома на Вазари, където бях малко момче на осем години, това ми напомня, че онзи добър старец, който беше целият хубав и чист, след като чу от учителя, който ме научи на първите букви, че не очаквам нищо друго в училище, освен да правя фигури, спомням си, казвам, че като се обърна към Антонио – баща ми, той му каза: „Антонио, за да не се влоши Джорджино, нека се научи да рисува по всякакъв начин, така че дори когато се занимава с буквите, рисуването не може да не му бъде, както е за всички господа, от полза, за чест и за радост“. След това, като се обърна към мен, който стоях точно пред него, той каза: „Научи се, малък роднина“ | “ |
| Giorgio Vasari, Le vite de' più eccellenti pittori, scultori e architettori (1568), Vita di Luca Signorelli da Cortona pittore | |   |

След посещението в Арецо Лука се завръща в Кортона, където умира скоро след това, падайки от скелето, докато се занимава с поръчка за кардинал Силвио Пасерини. Като член на Братството на Лаудезите на Св. Франциск той вероятно е погребан в седалището на това братство в църквата „Свети Франциск“ в Кортона. Вероятно е между 78 и 82 години.

## Творби
- Стендарий на бичуването (Stendardo della Flagellazione), темпера върху пано, ок. 1475, 84×60 cm, Пинакотека „Брера“ (Милано):
  - Бичуване (Flagellazione) (предна част)
  - Кърмеща Мадона в слава (Madonna del Latte in gloria) (задна част)
- Цикъл фрески на Сакристията на „Сан Джовани“ (Сакристия на лечението), ок. 1477–1480, Базилика „Санта Каза“ (Лорето):
  - Двама апостоли (Coppia di Apostoli), 238×200 cm
  - Неверието на Св. Тома (Incredulità di San Tommaso), 238×200 cm
  - Двама апостоли, 238×200 cm
  - Обръщане във вярата на Св. Павел (Conversione di San Paolo), 238×200 cm
  - Двама апостоли, 238×200 cm
  - Двама апостоли, 238×200 cm
  - Двама апостоли, 238×200 cm
  - Купол на сакристията на Сан Джовани (Volta della Sagrestia di San Giovanni)
- Диспут върху тялото на Мойсей (Disputa sul corpo di Mosè), фреска, ок. 1481–1482, Сикстинска капела (творбата на Синьорели е повредена през 16 век и е напълно пренарисувана през 1574 г. от Матео да Лече)
- Завещание и смърт на Мойсей (Testamento e morte di Mosè), заедно с Бартоломео дела Гата, фреска, ок. 1481–1482,  350×572 cm, Сикстинска капела
- Олтарен образ „Св. Онофрий“ (Pala di Sant'Onofrio), масло и темпера на дърво, 1484, 221×189 cm, Музей на Фабриката на Думо (Перуджа)
- Рождение на Йоан Кръстител (Natività del Battista), масло върху дърво, ок. 1485–1490, 31×70 cm, Лувър (Париж)
- Олтарна картина „Бики“ (Pala Bichi), масло върху дърво, ок. 1489–1490, разделена на:
  - Светите Екатерина Сиенска, Мария Магдалина и Йероним Блажени (Santi Caterina da Siena, Maria Maddalena e Girolamo), 146.5×75.5 cm, Берлинска художествена галерия
  - Светиите Августин, Екатерина Александрийска и Антоний Падуански (Santi Agostino, Caterina d'Alessandria e Antonio da Padova), 146.5×75.5 cm, Берлинска художествена галерия
  - Фигури на пейзаж: две мъжки голи фигури (Figure in un paesaggio: due nudi maschili), 67.9×41.9 cm, Художествен музей на Толидо
  - Фигури на пейзаж: мъж, жена и дете (Figure in un paesaggio: uomo, donna e bambino), 67.9×41.9 cm, Художествен музей на Толидо
  - Христос в дома на фарисея Симеон (Cristo nella casa di Simone il Fariseo), лява част на постамент на олтарен образ, 26×90 cm, Национална галерия (Дъблин)
  - Оплакване на мъртвия Христос (Compianto sul Cristo morto), централна част на постамент на олтарен образ, 30×120 cm, Полък Хаус (Глазгоу)
  - Мъченичество на Св. Екатерина Александрийска (Martirio di Santa Caterina d'Alessandria), десна част постамент на олтарен образ, 29×92 cm, Худ. институт „Кларк“ (Уилямстаун)
- Възпитание на Пан (Educazione di Pan), tempera su tavola, c. 1490, 194×254 cm, изгубена, била е част от 417 картини, унищожени в пожара на Flakturm Friedrichshain по време на Втората световна война; има черно-бели нейни снимки, копие в частна колекция и рисунка на Оливиер Мачератези[37])
- Мадоната с Младенеца сред голи фигури (Madonna col Bambino tra ignudi), темпера върху дърво, ок. 1490, 170×117,5 cm, Галерия „Уфици“ (Флоренция)
- Светото семейство на страната на гвелфите (Sacra Famiglia di Parte Guelfa), темпера върху дърво, ок. 1490, 124 cm диам., Уфици (Флоренция)
- Обрязване (Circoncisione), олио върху дърво, ок. 1490–1491, 259×180 cm, Национална галерия (Лондон)
- Брак на Дева Мария (Sposalizio della Vergine), олио върху дърво, ок. 1490–1491, 21.6×48 cm, Национална художетсвена галерия (Вашингтон)
- Свето семейство със светица (Sacra Famiglia con una santa), темпера върху дърво, ок. 1490–1495, 89 cm диаметър (Палатинска галерия на Палат Пити, Флоренция)
- Благовещение (Annunciazione), темпера на дърво, c. 1491, 282×205 cm, Пинакотека и Градски музей (Волтера)
- Дева Мария на трон и светци (Vergine in trono e santi), темпера на дърво, 1491, 302×233 cm, Пинакотека и Градски музей (Волтера)
- Мъжки портрет (Ritratto d'uomo), темпера на дърво, 1492, 50×32 cm, Берлинска картинна галерия
- Мадоната с Младенеца между светиите Йероним Блажени и Бернар от Клерво (Madonna col Bambino tra i santi Girolamo e Bernardo), темпера на дърво, ок. 1492–1493, 112 cm диам., Палат Корсини (Флоренция)
- Глава на момче (Testa di un ragazzo), темпера върху дърво, ок. 1492–1493, 26×20.5 cm, Художествен музей на Филаделфия
- Мадоната с Младенеца (Madonna col Bambino), темпера върху дърво, ок. 1492–1498, 87 cm диам., Стара пинакотека (Мюнхен)
- Портрет на Вителоцо Вители (Ritratto di Vitellozzo Vitelli),  темпера върху дърво, c. 1492–1498, 42×33 cm, Вила И Тати (Флоренция)
- Портрет на Николо Вители (Ritratto di Niccolò Vitelli), tempera su tavola, c. 1492–1498, 42×33 cm, Художествен институт „Барбър“ (Бирмингам)
- Тондо „Бадуел“ (Tondo Baduel), копие с автограф на Мадоната с Младенеца и двама светци (Madonna col Bambino tra santi), темпера на дърво, ок. 1492–1500, 155 cm диам., Музей „Бандини“ (Фиезоле)
- Възнесение Богородично със светиите Михаил и Бенедикт (Assunzione della Vergine con i santi Michele e Benedetto), олио на дърво, ок. 1493–1496, 170,8×131,4 cm, Музей на изкуството „Метрополитън“ (Ню Йорк)
- Знаме на Светия дух (Gonfalone dello Spirito Santo), темпера върху платно, c. 1494, 156×104 cm, Национална галерия на Марке (Урбино)
  - Разпятие (Crocifissione) (предна част)
  - Слизане на Светия дух (Discesa dello Spirito Santo) (задна част)
- Св. Георги и змея (San Giorgio e il Drago), масло върху дърво, ок. 1495–1500, 55×77.5 cm (Държавен музей, Амстердам)
- Мадоната на състраданието със Св. Себастиан и Св. Бернардин от Сиена (Madonna della Misericordia con San Sebastiano e San Bernardino da Siena),темпера на дърво, ок. 1495–1505, Епархийски музей (Пиенца)
- Поклонението на влъхвите (Adorazione dei Magi), олио на дърво (пренесено на платно), c. 1495, 331×245 cm, Лувър (Париж)
- Поклонението на пастирите (Adorazione dei Pastori), олио на дърво, c. 1496, 215×170 cm, Национална галерия (Лондон)
- Цикъл от фрески „Истории за Св. Бенедикт в Монте Оливето Маджоре“, ок. 1497–1498, Абатство „Монте Оливето Маджоре“ (Ашано):
  - Бог наказва Флоренцо, който се радва, че Бенедикт е напуснал Субиако (Dio punisce Florenzo che si era rallegrato che Benedetto avesse lasciato Subiaco)
  - Бенедикт евангелизира жителите на Монтекасино (Benedetto evangelizza gli abitanti di Montecassino)
  - Бенедикт прогонва дявола (Benedetto esorcizza il Diavolo)
  - Бенедикт възкресява монах, убит при срутване на стена (Benedetto resuscita un monaco ucciso dal crollo di un muro)
  - Бенедикт упреква двама монаси, които са нарушили правилото, като са яли в хан (Benedetto rimprovera due monaci che avevano violato la Regola mangiando in una locanda)
  - Бенедикт упреква брата на монаха Валериан, понеже е нарушил поста (Benedetto rimprovera il fratello del monaco Valeriano per aver violato il digiuno)
  - Бенедикт разкрива измамата на цар Тотила (Benedetto scopre l'inganno di re Totila)
  - Бенедикт среща цар Тотила и го приветства (Benedetto incontra re Totila e gli dà il benvenuto)
  - Бенедикт възкресяава момък (Benedetto resuscita un fanciullo), в по-голямата си част изгубен
- Мъченичество на Св. Себастиан (Martirio di San Sebastiano), tempera su tavola, c. 1498, 288×175 cm, Общинска пинакотека (Чита ди Кастело)
- Цикъл фрески на Капела „Сан Брицио“, ок. 1499–1502, Катедрала на Орвието:
  - Проповед и наказание на Антихриста (Predica e punizione dell'Anticristo)
  - Апокалипсис (Apocalisse)
  - Възкресението на плътта (Resurrezione della carne)
  - Изкачване в Рая и повикване в Ада (Salita al Paradiso e chiamata all'Inferno)
  - Прокълнати в Ада (Dannati all'Inferno)
  - Избрани в Рая (Eletti in Paradiso)
  - Малък параклис на Светите тела с Оплакване на мъртвия Христос (Cappellina dei Corpi Santi con Compianto di Cristo morto)
  - Панданти на сводовете на Капела „Сан Брицио“, всички с изкл. на Христос съдник между ангели и Седем пророци, дело на Беато Анджелико)
- Алегория на Плодовитостта и на Изобилието (Allegoria della Fecondità e dell'Abbondanza), темпера върху дърво, ок. 1500, 58×105,5 cm, Галерия „Уфици“ (Флоренция)
- Автопортрет с Николо д'Анджели (Autoritratto con Niccolò d'Angeli Franceschi), фреска, ок. 1500–1503, Музей на Фабриката на Дуомо (Орвието)
- Оплакване на мъртвия Христос (Compianto sul Cristo morto), tempera su tavola, c. 1502, 270×240 cm, Епархийски музей (Кортона)
- Разпятие с Магдалена (Crocifisso con la Maddalena), темпера на дърво, ок. 1502–1505, 247×165 cm, Уфици (Флоренция)
- Стендарий на Разпятието (Stendardo della Crocifissione), темперно платно, ок. 1502–1505, 212×157 cm, църква „Сант Антонио абате“ (Сансеполкро)
  - Разпятие (Crocifissione) (предна част)
  - Св. св. Антоний и Елигий с коленичили събратя (Santi Antonio ed Eligio con i confratelli inginocchiati) (задна част)
- Разпятие (Crocifissione), темпера и олио на дърво, ок. 1504–1505, 72.5×101.3 cm, Национална худ. галерия (Вашингтон)
- Бичуване (Flagellazione), темпера на дърво, ок. 1505, 42×34 cm, Ка' д'Оро (Венеция)
- Мадоната с Младенеца (Madonna col Bambino), темпера на дърво, ок. 1507, 51×48 cm, Музей на изкуството „Метрополитън“ (Ню Йорк))
- Полиптих от Арчевия (Polittico di Arcevia), темпера на дърво, ок. 1507, 393×315 cm, Колегиална църква „Сан Медардо“ (Арчевия)
- Коронясване на Дева Мария (Incoronazione della Vergine), олио на дърво, 1508, 127×223 cm, Художествен музей на Сан Диего
- Цикъл фрески за Пандолфо Петручи – несигурни или изгубени, за салона на Палат „Манифико“ в Сиена: 
  - пренесени в Национална галерия (Лондон):
    - Победената любов с триумф на Целомъдрието (Amore sconfitto con trionfo di Castità), 1509 г.
    - Кориолан убеден от семейството си да пощади Рим (Coriolano persuaso a risparmiare Roma dalla sua famiglia), ок. 1509, 125.7×125.7 cm
    - Триумф на Целомъдрието и на победената любов (Trionfo della Castità e Amore sconfitto), ок. 1509, 125×133.4 cm

  - изгубени или несигурни творби:
    - Клеветата на Апеле (La Calunnia di Apelle), загубена.
    - Пан, Фавън и сатири (Банкет на Пан) (Pan, Faunus e Satiri (Il Banchetto di Pan)), загубена, има реконструкция от 2021 г. на Оливиер Мачератези[37] по скица на Лука Синьорели

- Мадоната с Младенеца, Троицата, Св. Августин и св. Атанас Александрийски (Madonna col Bambino, la Trinità, sant'Agostino e sant'Atanasio d'Alessandria), tempera su tavola, ок. 1510, 272×180 cm, Галерия „Уфици“ (Флоренция)
- Причастие на апостолите (Comunione degli Apostoli), olio su tavola, c. 1512, 232×220 cm, Епархийски музей (Кортона)
- Св. Екатерина Александрийска (Santa Caterina d'Alessandria), част от постамент на олтарна картина, темпера на дърво, ок. 1512, 31×43 cm, Музей „Орне“ (Флоренция)
- Светото семейство със светите Захарий, Елисавета и Йоан Кръстител (Sacra Famiglia con i santi Zaccaria, Elisabetta e Giovanni Battista), олио върху дърво, ок. 1512, 70 cm диам. (Берлинска картинна галерия)
- Олтарен образ на полагането (Pala della Deposizione), ок. 1516, църква и музей на Св. Кръст (Умбертиде)
- Оплакване на мъртвия Христос сред ангели и светци (Compianto sul Cristo morto tra angeli e santi), темпера на дърво, ок. 1516, Епархийски музей (Кортона)
- Коронясване на Дева Мария с ангели и светци (Incoronazione della Vergine con angeli e santi), с помощници, ок. 1523, Колегиална църква „Св. св. Мартин и Леонард (Фояно дела Киана)
- Мадоната с Младенеца и светци (Madonna col Bambino e santi), последна творба, темпера на дърво, ок. 1519–1523, 357×248 cm, Градски музей на средновековното и на модерното изкуство (Арецо)